# Nevado El Plomo
El Nevado El Plomo es un cerro de los Andes centrales. Se encuentra ubicado en la frontera de la Región Metropolitana de Santiago, Chile con Argentina. Su altitud es de 6070 m s. n. m. (19 914 ft).

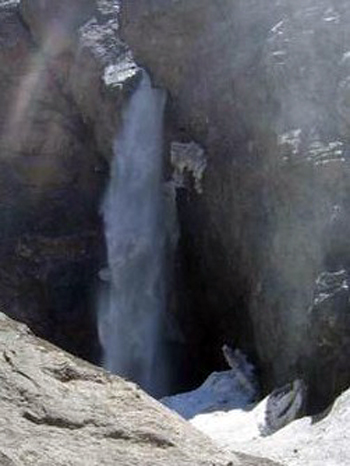
Vista del gran salto del río Olivares.

## Ubicación

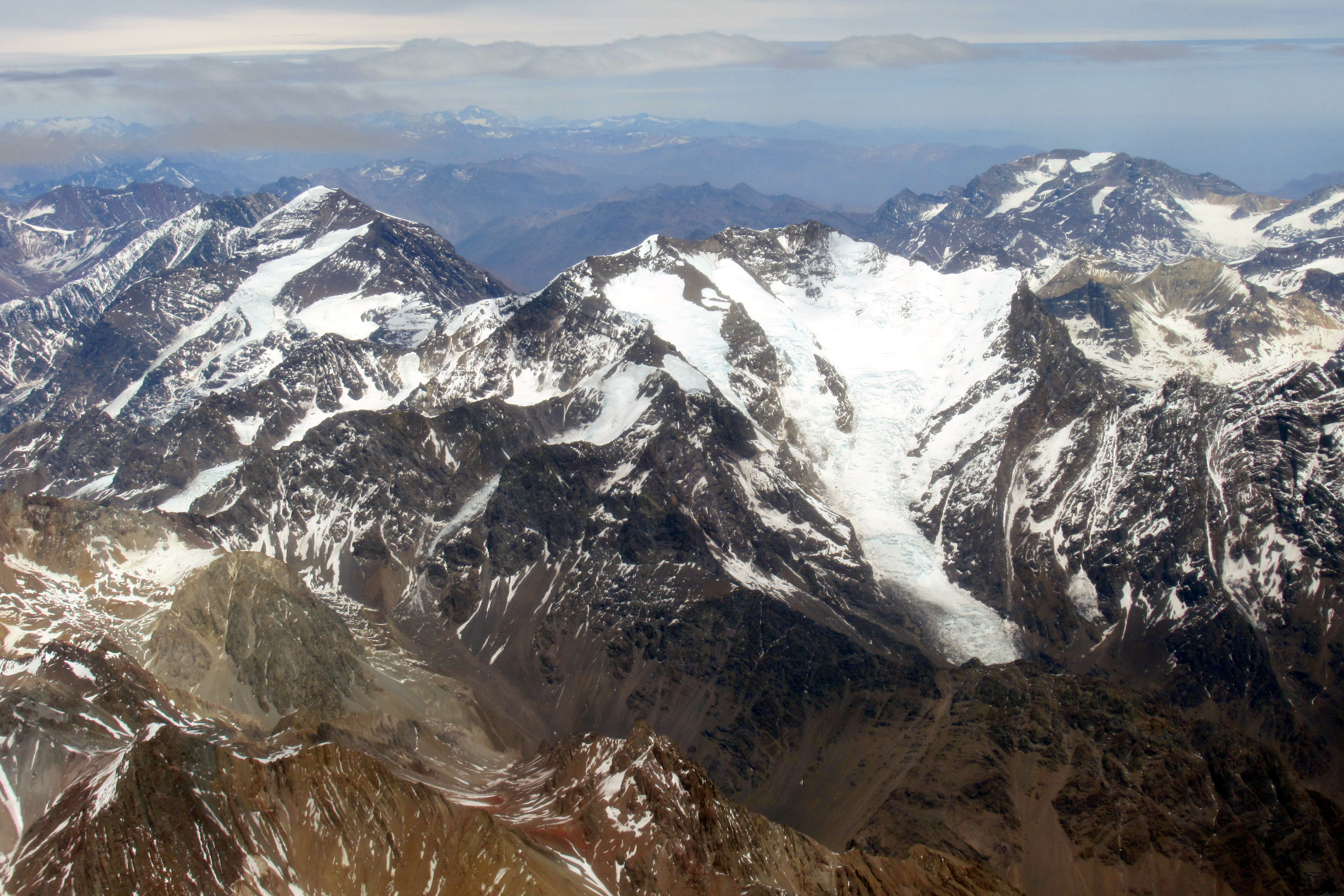
Nevado Juncal (5965 m s.n.m., distancia 20 km) en el centro, Nevado El Plomo (6070 m s.n.m., distancia 25 km) detrás por su izquierda, El Plomo (5424 m s.n.m., distancia 40 km) detrás por su derecha. Altitud de vuelo 7150 m s.n.m. aproximadamente.

El nevado del Plomo es una de las numerosas cumbres limítrofes argentino-chilenas. El sector de la Argentina de esta montaña se sitúa en la frontera centro-oeste del país, en el extremo occidental del Departamento Luján de Cuyo, al noroeste de la Provincia de Mendoza. La ladera de Chile se ubica en la zona central del país, al noreste de la Provincia de Cordillera, al nororiente de la Región Metropolitana de Santiago.
Se ubica inmediatamente al sur del nevado Juncal de 5953/5965 m s. n. m., ambos integran el cordón denominado cordillera Ferrosa, la cual nace en el Juncal y termina en el portezuelo del Morado de 4950 m s. n. m.
Es difícil poder divisarlo desde otros lugares que no sean desde el occidente: la cuenca del río Olivares, y desde el oriente: la cuenca del río Plomo, pues en el nevado se encuentran las cabeceras de ambos cursos fluviales. El río Olivares posee un torrentoso y encajonado recorrido al cruzar la reserva Cañón del Río Olivares para finalmente terminar como afluente del río Colorado.

## Toponimia
Este nevado toma el nombre de «Plomo» en relación con el río Plomo el cual, alimentado por los deshielos de sus glaciares, se une al río Tupungato.
Su nombre genera confusión con el del cerro El Plomo, 600 metros más bajo, y a más de 20 km de distancia, el cual es fácilmente visible desde Santiago. No habría relación entre ambos nombres. 
Fue llamado erróneamente «cerro Juncal» tanto en los mapas chilenos como en la carta 1/100000 argentina.

## Ascensos
Fue ascendido por primera vez desde su arista norte, por una cordada liderada por el andinista y explorador Federico Reichert en el año 1910, atacándolo desde el lado argentino lo que le demandó todo un verano. La segunda ascensión, que ocurrió recién 40 años después, fue la del Club Alemán Andino o DAV liderada por Eberhard Meier, quien junto a Wolfgang Förster y a Walter Niehaus, esta vez desde el lado chileno,  llegaron a la cumbre por su cara noroeste.
En 1964 una expedición española abrió una ruta sobre el glaciar argentino Alfa. Posteriormente se haría lo propio sobre el también argentino glaciar Beta. En el año 2003 se lo escaló por la muy difícil ruta de «El Sendero del León», es decir, subiendo por su pared sureste, lográndolo el alemán Jurgen Straub. 
Es un cerro difícil de ascender, pues implica marchar durante tres días para llegar a su base, son 22 km por morrenas, y luego un desnivel de 3500 m. Hasta el año 2019 contabilizaba solo 16 ascensos. Desde Santiago se puede llegar por el camino que lleva hasta la central hidroeléctrica Alfalfal.